# Renée Zellweger
Pour les articles homonymes, voir Zellweger.
Renée Zellweger [rəˈneɪ ˈzɛlwɛɡər] est une actrice, chanteuse et productrice américaine née le 25 avril 1969 à Katy (Texas).
Après plusieurs seconds rôles au cinéma au début des années 1990, elle se fait connaître du grand public en incarnant la partenaire de Tom Cruise dans le film Jerry Maguire de Cameron Crowe, son premier succès au box-office.
Les années 2000 la confirment comme une actrice reconnue. Elle interprète à quatre reprises (de 2001 à 2025) le personnage de Bridget Jones dans la franchise du même nom adaptée des romans d'Helen Fielding. L'actrice reçoit en outre trois nominations aux Oscars avant d'en remporter un en 2004 pour son rôle de Ruby dans le mélodrame Retour à Cold Mountain d'Anthony Minghella, dans la catégorie de la meilleure actrice dans un second rôle.
Elle est également la récipiendaire de quatre Golden Globes, quatre Screen Actors Guild Awards et deux Bafta Awards.
Durant les années 2010, elle se fait plus discrète et s'éloigne des plateaux de cinéma, avant d'endosser une nouvelle fois son personnage de Bridget Jones, pour les besoins du film Bridget Jones Baby de Sharon Maguire. En 2019, elle prête ses traits à ceux de Judy Garland dans le biopic Judy de Rupert Goold, prestation pour laquelle elle reçoit de nombreuses récompenses dont l'Oscar de la meilleure actrice.

## Biographie

### Jeunesse et débuts
Renée Kathleen Zellweger, née le 25 avril 1969 à Katy au Texas, est la fille de parents immigrés européens dans les années 1960. Son père, Emil Zellweger, est un ingénieur suisse et sa mère, Renée Kjellfrid, est une infirmière norvégienne qui a des origines suédoises et samis. Renée a un frère, Drew Zellweger, né le 15 février 1967.
Dès le lycée, elle se découvre une passion pour la comédie au théâtre de l'école où elle joue avec une bande de copains. Elle poursuit un cursus universitaire et obtient un diplôme de Radio Télévision Film en 1991 à l'université d'Austin, la capitale du Texas, où elle suit parallèlement des cours d'art dramatique et de comédie.
En 1993, après avoir obtenu quelques petits rôles dans des séries télévisées texanes, elle obtient un premier petit rôle au cinéma dans le film My Boyfriend's Back de Bob Balaban et joue en 1994 dans Massacre à la tronçonneuse IV de Kim Henkel, avec son camarade de classe Matthew McConaughey qui joue le rôle d'un tueur en série et elle celui de la victime.

### Percée à Hollywood (années 1990)
En 1994, Renée Zellweger fait partie du casting du film indépendant Génération 90, réalisé par Ben Stiller. Elle y côtoie des jeunes acteurs marquants de la décennie, de Winona Ryder à Ethan Hawke. Elle partage aussi l'affiche de la comédie romantique indépendante Love and a 45 avec Gil Bellows. Sa performance lui vaut une nomination aux Independent Spirit Awards dans la catégorie « Meilleur espoir féminin 1994 », l'incitant à tenter sa chance à Hollywood, où elle part s'installer.
En 1995, elle poursuit sa carrière dans un autre film indépendant intitulé Empire Records, sous la direction d'Allan Moyle. Mais c'est en 1996 qu'elle accède à la notoriété en décrochant son premier grand rôle hollywoodien grâce à la comédie dramatique Jerry Maguire de Cameron Crowe, qui la préfère à Winona Ryder. L'actrice y côtoie Tom Cruise, dont son personnage tombe amoureuse. Le film est un succès au box-office avec 273 552 592 $ de recettes mondiales.
Elle se diversifie ensuite en faisant partie du casting choral du thriller Le Suspect idéal, écrit et réalisé par Jonas Pate et Josh Pate et en étant surtout propulsée tête d'affiche pour le drame Sonia Horowitz, l'insoumise, une co-production anglo-américaine.
L'actrice poursuit dans le registre dramatique en secondant Meryl Streep en 1998 dans le film indépendant Contre-jour de Carl Franklin.
Elle conclut la décennie avec une comédie romantique, Le Célibataire réalisé par Gary Sinyor, où elle donne la réplique à Chris O'Donnell. La décennie qui suivra va finir par l'imposer comme une actrice de premier plan.

### Consécration (années 2000)

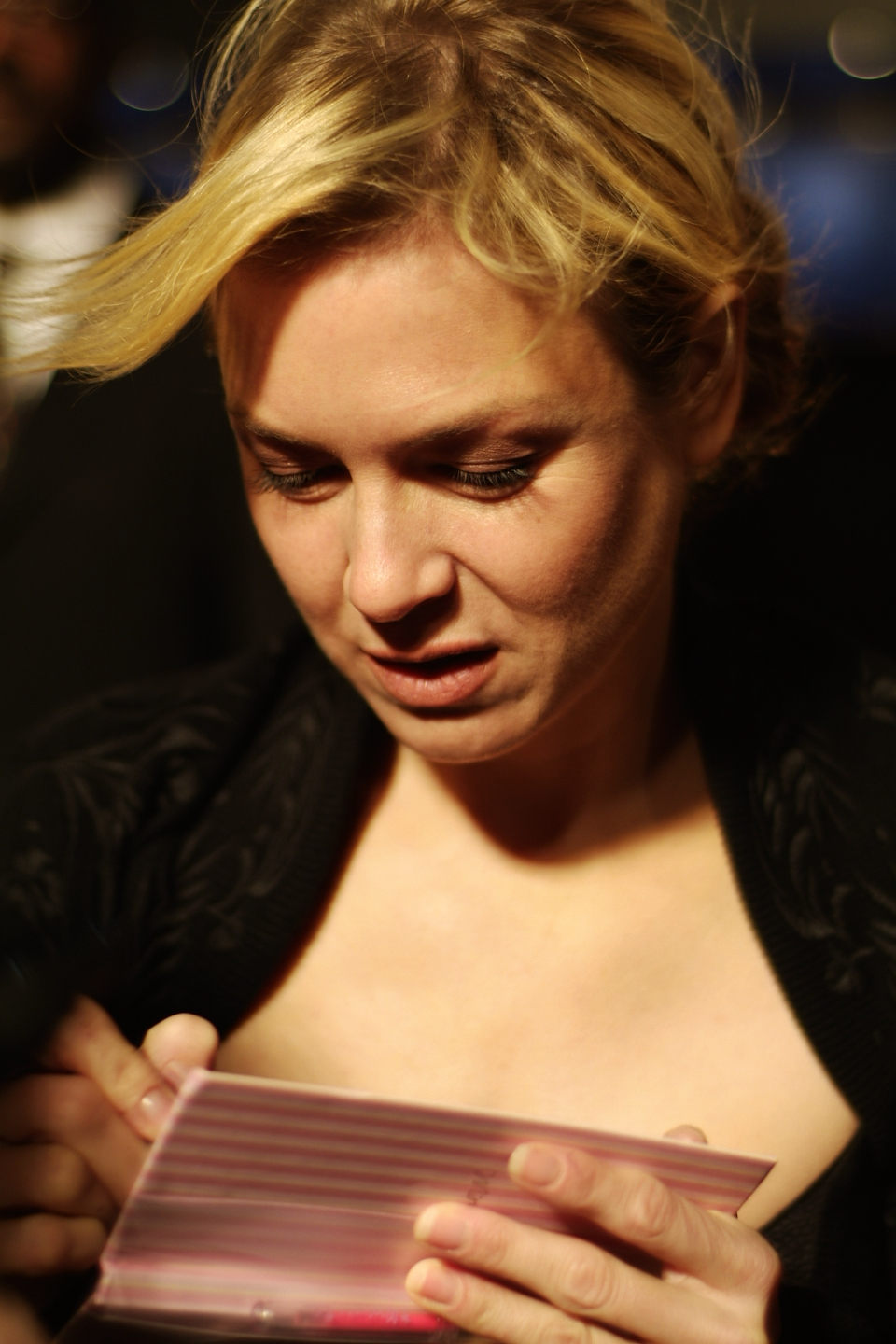
Renée Zellweger à une avant-première de Miss Potter en 2006.

En 2000, Renée Zellweger défend deux projets très remarqués. Dans un premier temps, on la voit dans le film indépendant américain Nurse Betty, écrit et réalisé par Neil LaBute, dont elle tient le rôle-titre. Cette prestation lui vaut le Golden Globe de la meilleure actrice dans un film musical ou une comédie. Puis elle donne la réplique à Jim Carrey, star de la comédie potache Fous d'Irène, écrit et réalisé par les frères Farrelly. Le film est un bon succès au box-office, avec 149 270 999 $ de recettes mondiales.
En 2001, elle passe du statut d'actrice reconnue à star mondiale grâce à la comédie romantique Le Journal de Bridget Jones, aux côtés des acteurs Hugh Grant et Colin Firth. Pour incarner ce personnage de jeune londonienne célibataire fragile et romantique, très angoissée de finir vieille fille, elle prend douze kilos. La même année, elle côtoie Alison Lohman, Michelle Pfeiffer et Robin Wright pour le drame indépendant  Laurier blanc (White Oleander) de Peter Kosminsky.
Zellweger enchaîne ensuite avec des projets de plus grande envergure. En 2002, elle réalise une véritable performance athlétique et artistique d'actrice de music-hall avec le film musical Chicago, aux côtés de Richard Gere et Catherine Zeta-Jones. Sa prestation lui vaut une nomination aux Oscars.
L'année suivante, elle reste dans ce registre musical pour Bye Bye Love, romance dont elle partage l'affiche avec Ewan McGregor. Mais c'est son rôle dans le mélodrame Retour à Cold Mountain d'Anthony Minghella, aux côtés de Nicole Kidman et Jude Law, qui lui vaut la consécration de la profession. C'est ainsi qu'elle remporte en 2004 l'Oscar de la meilleure actrice dans un second rôle ainsi qu'un prix aux Golden Globes pour sa prestation.
Cette même année, elle revient dans la suite des aventures de Bridget Jones, avec le film Bridget Jones : L'Âge de raison, toujours avec Colin Firth et Hugh Grant. Pour le réalisateur Ron Howard, elle incarne ensuite l'épouse de Russell Crowe dans le biopic De l'ombre à la lumière, favorablement accueilli par la critique.
En 2006, elle revient en tête d'affiche avec le biopic britannique Miss Potter de Chris Noonan. Elle y incarne Beatrix Potter et retrouve pour l'occasion Ewan McGregor. En 2007, elle est l'une des actrices les mieux payées à Hollywood. En 2008, elle fait confiance à deux acteurs passés à la réalisation. Elle partage d'abord l'affiche de la comédie d'époque Jeux de dupes avec George Clooney, également metteur en scène. Puis chez Ed Harris, elle côtoie Viggo Mortensen pour le western Appaloosa.
L'année 2009 sera plus nuancée pour l'actrice. On la voit essuyer trois succès décevants au box-office. Dans un premier temps la comédie romantique canado-américaine New in Town, où elle est secondée par Harry Connick Jr. ; puis la comédie dramatique Ma mère, ses hommes et moi ; et enfin le thriller fantastique Le Cas 39. Les années 2010 vont confirmer son passage au second plan.

### Hiatus, passage à vide et retour au premier plan (années 2010)

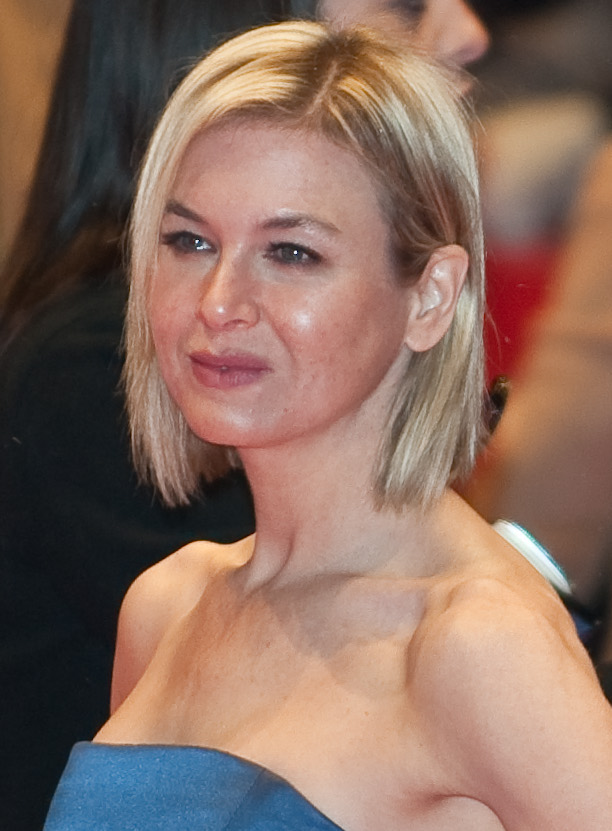
L'actrice, membre du jury à la Berlinale 2010.

Du 11 au 21 février 2010, Renée Zellweger fait partie du jury du 60e festival du film de Berlin. Cette même année, elle essuie le flop du road-movie My Own Love Song, co-production internationale écrite et réalisée par le français Olivier Dahan.
En 2016, après six années passées loin des plateaux de cinéma, elle fait son grand retour, en interprétant pour la troisième fois à l'écran le rôle de Bridget Jones dans Bridget Jones Baby. Malgré un score au box-office décevant aux États-Unis, le film rapporte plus de 200 000 000 $ de recettes mondiales. La même année, l'actrice est à l'affiche du thriller dramatique The Whole Truth réalisé par Courtney Hunt, aux côtés de l'acteur canadien Keanu Reeves.
En 2017, Zellweger joue dans le mélodrame Ces différences qui nous rapprochent, premier long-métrage de Michael Carney, avec Greg Kinnear dans le rôle principal. En 2018, elle seconde Sarah Jessica Parker, qui interprète l'héroïne de la romance historique Here and Now.
Pour la plateforme Netflix, elle est en 2019 la tête d'affiche de la série What/If, où elle incarne Anne Montgomery, une femme de pouvoir à la moralité douteuse. En fin d'année, on la voit au cinéma dans Judy, un long-métrage sur les derniers jours de la vie de Judy Garland. La prestation de l'actrice est très favorablement accueillie par la critique ; de multiples récompenses, dont l'Oscar de la meilleure actrice lors de la cérémonie 2020 et le Golden Globe de la meilleure actrice dans un film dramatique, lui sont décernées.
Zellweger fait son retour au cinéma en 2025, en interprétant Bridget Jones pour la quatrième fois dans Bridget Jones : Folle de lui, adaptation du roman du même nom (le troisième de la franchise littéraire) d'Helen Fielding, publié en 2013.

### Vie privée
Renée Zellweger a souvent fréquenté ses partenaires de jeu. Elle est fiancée à Jim Carrey en 2000.
De 2003 à 2004, elle partage sa vie avec le musicien Jack White.
En 2005, elle épouse le chanteur de country Kenny Chesney mais le mariage est annulé au bout de quatre mois. Elle a ensuite une relation avec le musicien Damien Rice.
Finalement, c'est aux côtés de l'acteur Bradley Cooper, rencontré sur le tournage du thriller Le Cas 39, qu'elle apparaît de juillet 2009 à mars 2011.
De 2012 à 2019, elle est en couple avec le musicien Doyle Bramhall II,,.
Depuis 2021, elle est en couple avec l'animateur de télévision Ant Anstead (en), rencontré sur un plateau de télévision.
En octobre 2014, Renée Zellweger se rend à la cérémonie Elle Women in Hollywood Awards à Los Angeles, elle y est jugée alors méconnaissable par plusieurs journaux,,,,,. Dans un premier temps elle nie le recours à la chirurgie esthétique, puis finit par assumer en répondant aux critiques,,.
En 2002, le chanteur israélien Ariel Horowitz lui a dédié une chanson intituléee Renée, qui constitue une sorte de déclaration d'amour.

## Filmographie

### Cinéma

#### Années 1990
- 1993 : Génération rebelle (Dazed and Confused) de Richard Linklater : Jeune femme dans un pick-up bleu (non créditée)
- 1994 : Génération 90 (Reality Bites) de Ben Stiller : Tami
- 1994 : Cœur de champion (8 seconds) de John G. Avildsen : Buckle Bunny
- 1994 : L'Amour et un 45 (Love and a .45) de C.M. Talkington : Starlene Cheatham
- 1994 : Massacre à la tronçonneuse : La Nouvelle Génération (Texas Chainsaw Massacre: The Next Generation) de Kim Henkel : Jenny
- 1995 : Empire Records d'Allan Moyle : Gina
- 1995 : The Low Life de George Hickenlooper : La poète
- 1996 : The Whole Wide World de Dan Ireland : Novalyne Price
- 1996 : Jerry Maguire de Cameron Crowe : Dorothy Boyd
- 1997 : Le Suspect idéal de Jonas Pate et Josh Pate : Elizabeth
- 1998 : Sonia Horowitz, l'insoumise (A Price Above Rubies) de Boaz Yakin : Sonia Horowitz
- 1998 : Contre-jour (One True Thing) de Carl Franklin : Ellen Gulden
- 1999 : Le Célibataire (The Bachelor) de Gary Sinyor : Anne Arden

#### Années 2000
- 2000 : Nurse Betty de Neil LaBute : Betty Sizemore
- 2000 : Fous d'Irène (Me, Myself & Irene) de Peter Farrelly : Irene P. Waters
- 2001 : Le Journal de Bridget Jones (Bridget Jones's Diary) de Sharon Maguire : Bridget Jones
- 2002 : Laurier blanc (White Oleander) de Peter Kosminsky : Claire Richards
- 2002 : Chicago de Rob Marshall : Roxie Hart
- 2003 : Bye Bye Love (Down With Love) de Peyton Reed : Barbara Novak
- 2003 : Retour à Cold Mountain (Cold Mountain) d'Anthony Minghella : Ruby Thewes
- 2004 : Gang de requins (Shark Tale) de Éric Bergeron : Angie (voix)
- 2004 : Bridget Jones : L'Âge de raison (Bridget Jones: The Edge of Reason) de Beeban Kidron : Bridget Jones
- 2005 : De l'ombre à la lumière (Cinderella Man) de Ron Howard : Mae Braddock
- 2006 : Miss Potter de Chris Noonan : Beatrix Potter
- 2007 : Bee Movie : Drôle d'abeille de Simon J. Smith : Vanessa (voix)
- 2008 : Jeux de dupes (Leatherheads) de George Clooney : Lexie Littleton
- 2008 : Appaloosa d'Ed Harris : Allie French
- 2009 : New in Town de Jonas Elmer : Lucy Hill
- 2009 : Ma mère, ses hommes et moi (My One and Only) de Richard Loncraine : Anne Devereaux
- 2009 : Monstres contre Aliens (Monsters vs. Aliens) de Conrad Vernon et Rob Letterman : Katie (voix)
- 2009 : Le Cas 39 (Case 39) de Christian Alvart : Emily Jenkins

#### Années 2010
- 2010 : My Own Love Song d'Olivier Dahan : Jane Wyatt
- 2016 : Bridget Jones Baby de Sharon Maguire : Bridget Jones
- 2016 : The Whole Truth de Courtney Hunt : Loretta Lassiter
- 2017 : Ces différences qui nous rapprochent (Same Kind of Different as Me) de Michael Carney : Deborah « Debbie » Hall
- 2018 : Here and Now de Fabien Constant : Tessa
- 2019 : Judy de Rupert Goold : Judy Garland

#### Années 2020
- 2025 : Bridget Jones : Folle de lui (Bridget Jones: Mad About the Boy) de Michael Morris : Bridget Jones

### Télévision

#### Téléfilms
- 1992 : A Taste for Killing de Lou Antonio : Mary Lou
- 1994 : Shake, Rattle and Rock! d'Allan Arkush : Susan

#### Séries télévisées
- 1993 : Murder in the Heartland de Robert Markowitz : Barbara Von Busch (mini-série)
- 2001 : Les Rois du Texas (King of the Hill) de Tricia Garcia et Klay Hall : Tammy Duvall (voix - saison 5, épisode 13)
- 2019 : What/If de Mike Kelley : Anne Montgomery (rôle principal - 10 épisodes)
- 2022 : The Thing About Pam (6 épisodes) : Pam Hupp

### Productrice
- 2006 : Miss Potter de Chris Noonan
- 2008 : Un combat pour la vie (Living Proof) de Dan Ireland
- 2013 : Cinnamon Girl (Cinnamon Girl: California Dreamin') de Gavin O'Connor

## Distinctions

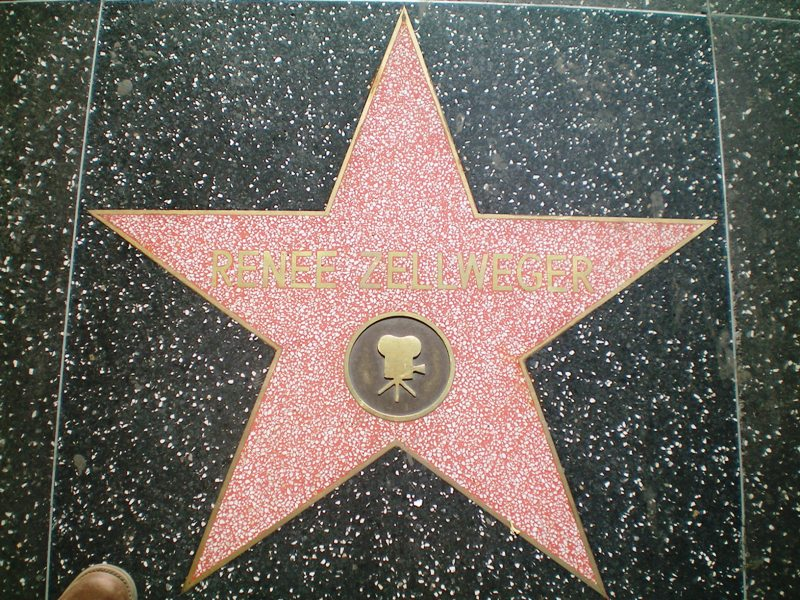
Son étoile inaugurée en mai 2009 sur le Hollywood Walk of Fame.

Sauf indication contraire, les informations mentionnées dans cette section peuvent être confirmées par la base de données cinématographiques IMDb,  présente dans la section « Liens externes ».

### Récompenses
- Golden Globes 2001 : Meilleure actrice dans un film musical ou une comédie pour Nurse Betty
- Golden Globes 2003 : Meilleure actrice dans un film musical ou une comédie pour Chicago
- SAG Awards 2003 : 
  - Meilleure actrice pour Chicago
  - Meilleure distribution pour Chicago partagé avec Mýa, Christine Baranski, Ekaterina Chtchelkanova, Taye Diggs, Denise Faye, Colm Feore, Richard Gere, Deidre Goodwin, Queen Latifah, Lucy Liu, Susan Misner, John C. Reilly, Dominic West et Catherine Zeta-Jones

- Golden Globes 2004 : Meilleure actrice dans un second rôle pour Retour à Cold Mountain
- SAG Awards 2004 : Meilleure actrice dans un second rôle pour Retour à Cold Mountain
- BAFTA Awards 2004 : Meilleure actrice dans un second rôle pour Retour à Cold Mountain
- Oscars 2004 : Meilleure actrice dans un second rôle pour Retour à Cold Mountain
- Golden Globes 2020 : Meilleure actrice dans un film dramatique pour Judy
- Screen Actors Guild Awards 2020 : Meilleure actrice pour Judy
- British Academy Film Awards 2020 : Meilleure actrice pour Judy
- Oscars 2020 : Meilleure actrice pour Judy

### Nominations
- Screen Actors Guild Awards 1997 : Meilleure actrice dans un second rôle pour Jerry Maguire
- Golden Globes 2002 : Meilleure actrice pour Le Journal de Bridget Jones
- Screen Actors Guild Awards 2002 : Meilleure actrice pour Le Journal de Bridget Jones (Bridget Jones's Diary)
- British Academy Film Awards 2002 : Meilleure actrice pour Le Journal de Bridget Jones (Bridget Jones's Diary)
- Oscars 2002 : Meilleure actrice pour Le Journal de Bridget Jones (Bridget Jones's Diary)
- British Academy Film Awards 2003 : Meilleure actrice pour Chicago
- Oscars 2003 : Meilleure actrice pour Chicago
- Golden Globes 2005 : Meilleure actrice pour Bridget Jones : L'Âge de raison
- Golden Globes 2007 : Meilleure actrice pour Miss Potter

## Voix francophones
En France, Odile Cohen est la voix la plus régulière de Renée Zellweger. Marie-Laure Dougnac, Rafaèle Moutier, Dorothée Pousséo et Julie Dumas l'ont également doublée à trois reprises chacune.
Au Québec, elle est principalement doublée par Julie Burroughs. Valérie Gagné l'a doublée à cinq reprises.